# Usine Stellantis d'Hérimoncourt
L'usine Stellantis d'Hérimoncourt est un petit centre de production de moteurs et de boîtes de vitesses situé à Hérimoncourt non loin de Sochaux. Le site a été cédé à PSA Peugeot Citroën (qui est maintenant dissous dans Stellantis) par sa filiale Faurecia le 1er novembre 2004.
Spécialisé dans la rénovation de moteurs en 1960, le site produit également des moteurs neufs en nombre assez limité depuis 1992. En 2003, ce site produisait 15 000 moteurs rénovés et assemblait 15 000 moteurs neufs. 3 000 boites de vitesses étaient également rénovées sur ce site. En 2001, il a été certifié ISO TS 16949 et ISO 14001 et employait plus de 600 personnes. Après l'achat par PSA, le site ne comptait plus que 370 salariés en 2005, et 200 salariés début 2019 lors de l'annonce de la fermeture du site.

## Histoire
Ce site est historiquement lié au groupe PSA, puisque c'est en 1833 que les fils de Jean-Pierre Peugeot l'ont implanté, d'abord pour fabriquer des outils.

### Dates importantes
- 1810 : début de l'aventure industrielle de la famille peugeot par la transformation du moulin familial de Sous Cratet, situé sur la commune d'Hérimoncourt
- 1833 : création de l'usine de Terre Blanche consacrée à la fabrication d’outillage à main en acier et à l’usinage des éléments en bois
- 1844 : lancement de la production de moulins à café
- 1931 : lancement des premiers outillages électriques
- 1962 : début de l'activité de rénovation de moteurs
- 1992 : début de l’activité de fabrication de moteurs neufs
- 1998 : Peugeot Outillage Électrique (POE) devient Fabrication d’Outillage Électrique (FOE) qui cesse son activité en 2001, entraînant la fermeture de Terre Blanche
- 1999 : le site d’Hérimoncourt prend la dénomination "Mécanique & Environnement"
- 2004 : intégration de la société "Mécanique & Environnement" dans le groupe PSA Peugeot Citroën avec un statut de filiale
- 2005 : Pierre Peugeot[Passage contradictoire avec l'article Pierre Peugeot], alors président du conseil de surveillance de PSA Peugeot Citroën, décide de la création du centre d'archives du Groupe sur le site historique de Terre Blanche
- 2010 : inauguration du Centre d'archives de Terre Blanche
- 2011 : l'usine devient un site PSA à part entière